# 马里安·福伊克
马里安·福伊克（波蘭語：Marian Foik，1933年10月6日—2005年5月20日），波兰男子田径运动员。他曾代表波兰参加1956年、1960年和1964年夏季奥林匹克运动会田径比赛，其中1964年奥运会获得一枚银牌。